# Ichthyaria plana
Ichthyaria plana är en mossdjursart som först beskrevs av David och Pouyet 1986.  Ichthyaria plana ingår i släktet Ichthyaria och familjen Calwelliidae. Inga underarter finns listade i Catalogue of Life.